# Rynek Górny w Wieliczce
Rynek Górny w Wieliczce – rynek miejski w Wieliczce pochodzący z okresu panowania Kazimierza Wielkiego, kiedy wójtem był Mikołaj Wierzynek. Jest placem w kształcie kwadratu, z którego odchodzi osiem ulic, po dwie z każdego narożnika: Kopernika, Reymonta, Seraf, Władysława Sikorskiego, Zamkowa, Kilińskiego i Górsko.
Rynek Górny powstał wkrótce po lokacji miasta w 1290 r. i zajmował wówczas większą powierzchnię niż obecnie. Podczas translokacji, w 1361 r., wydzielono ze środkowej części XIII-wiecznego placu kwadrat o bokach ok. 74,5 x 74,5 m, zaś dawne powierzchnie placowe od strony północnej i południowej przeznaczono pod zabudowę mieszkalną. Nadano tym samym wielickiemu Rynkowi Górnemu współczesny kształt. Od początku swego istnienia Rynek pełnił ważną funkcję gospodarczą i administracyjną. Wiódł przez niego szlak handlowy z Krakowa na Węgry. Wzniesiono przy nim najważniejsze obiekty miejskie, w tym ratusz. W 1784 r. ratusz rozebrano, a na jego fundamentach zbudowano Pałac Przychockich. Aż do lat 70. XIX w. Rynek zabudowany był w większości budynkami drewnianymi. Zabudowa ta została zniszczona przez pożar w 1877 r. Żydzi z Klasna wykupili wówczas działki po spalonych domach i w ich miejscu wznieśli murowane kamienice małomiasteczkowe, w większości jedno- i dwupiętrowe, które istnieją do dziś.
W 1977 r. Rynek Górny został wpisany do rejestru zabytków (nr A-477). Znajduje się przy nim 16 budynków, w których w 2009 r. mieszkały 104 osoby.
Na Rynku znajduje się największe w Polsce malowidło 3D Solny świat.